# 城·點
城·點（COO Residence），是位於香港新界屯門新墟啟發徑的單幢住宅，樓高共23層，由資本策略地產旗下尚家生活發展，COO Management Services管理，原定2019年9月交樓，最終延至2020年1月入伙。

## 歷史
城·點 前身為官地，曾多次短期租出作露天停車場，2014年3月，地政總署宣怖於2014至2015年度推出兩幅位於屯門區仁政街（即此地段）及樂翠街的小型住宅用地；同年6月27日兩地開始招標，其中此地限量興建不少於125伙，當時市場估值每方呎約2700元，最後共收到27份標書之多，為創自2011年政府改以招標方式賣地後，分層住宅官地項目入標數量當時最高。區內居民及議員質疑地皮面積極細及新墟環境擠迫，無必要用作建屋，再加建住宅會令交通、環境惡化。不過規劃署表示不反對該申請。
至8月20日，地政總署宣佈該地由資本策略以4.27億港元租用50年，折合每方呎5307元，當時發展商表示初步計劃會用盡商用地積比，其中包括12,000多方呎的商用樓面及興建共約68,000方呎的住用樓面，涉及125伙約240呎的住宅單位。
2015年9月，屋宇署批准在1層地庫之上，興建1幢22層高的商住大廈，其中住宅樓面佔6.78萬方呎，商業樓面佔1.26萬方呎。

## 簡介
城·點 共設23層（包括地庫但不設4、13、14及24樓），除於6至25樓提供204伙實用面積介乎217方呎至372方呎的開放式至2房住宅單位外，其餘樓層分別設有
- 地庫：停車場（9個住客停車位、3個訪客停車位、6個商用停車位、1個訪客無障礙停車位、3個住客電單車停車位、1個商用電單車停車位及14個單車停車位）
- 地下：停車場（1個住客上落貨停車位、2個商用上落貨停車位及1個訪客停車位）、住宅入口大堂、商舖
- 1樓：商舖
- 2樓：機房
- 3樓：住客康樂設施（名為「Club CENTRO匯‧所」，佔地約8,000平方呎[7]，設有泳池、健身室及閱讀室[1]）
- 5樓：空中花園

發展商於2017年8月底至9月初公布價單，並於一開售即推出全數204伙，折實介乎288.29萬至665.41萬港元，項目開售前接獲超額12倍約2700張入票，樓盤9月中開售即已售出全盤約86%單位。若全數住宅售出，整個項目預計可為發展商套現9億港元，而示範單位曾設於金鐘美國銀行中心。

## 商場
城·點設有3層的基座商場。租戶包括中國工商銀行、南洋商業銀行、聖安娜餅店及7-Eleven等。
2022年，資本策略地產出售城·點的基座商場。

## 鄰近
- 屯門市廣場
- 錦華花園/錦薈坊
- 屯門時代廣場
- 青山天主教小學
- 瓏門/V city
- 仁愛堂賽馬會社區及體育中心

## 興建圖像

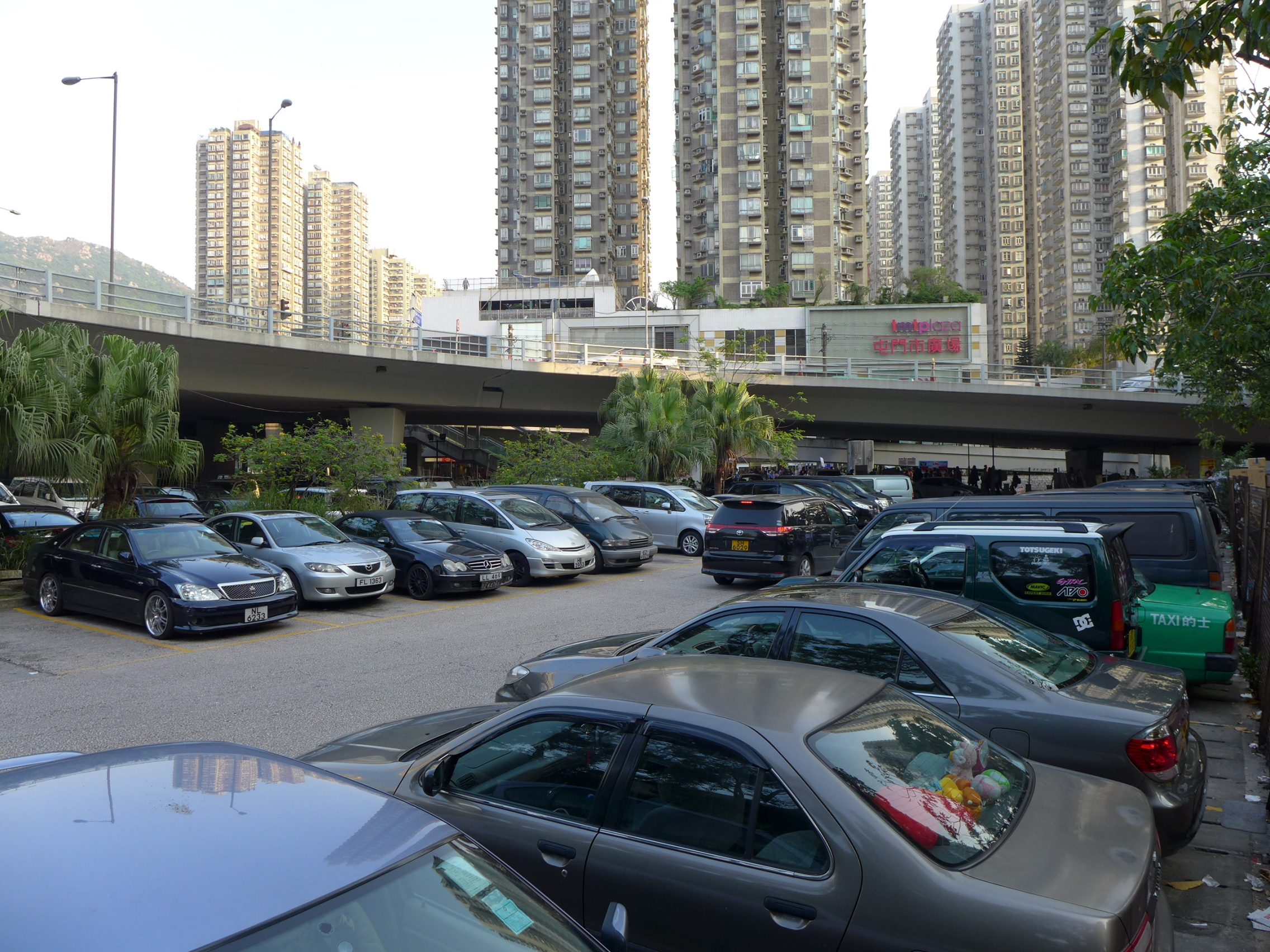
前身為露天停車場
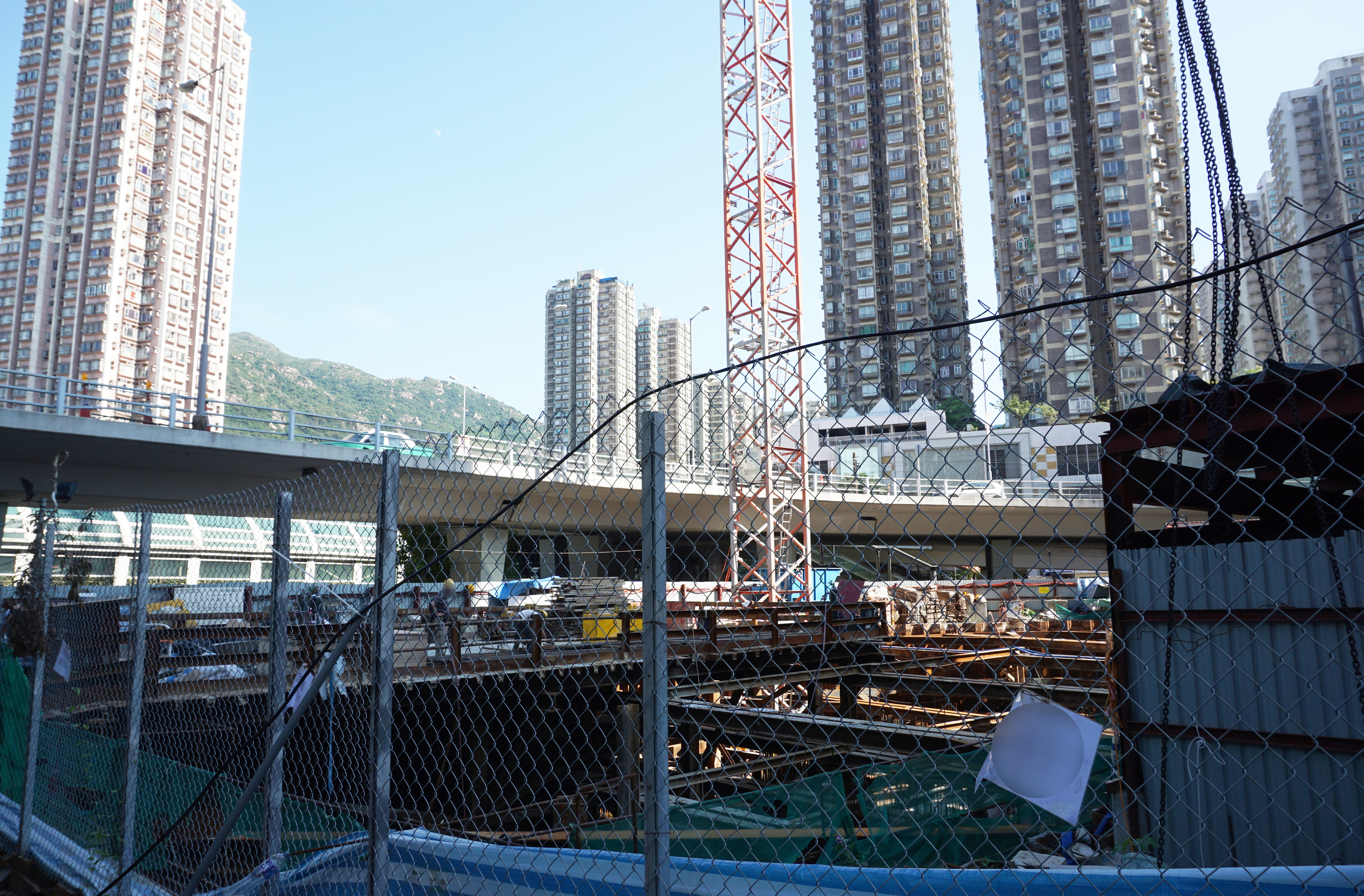
地基工程（2017年9月）
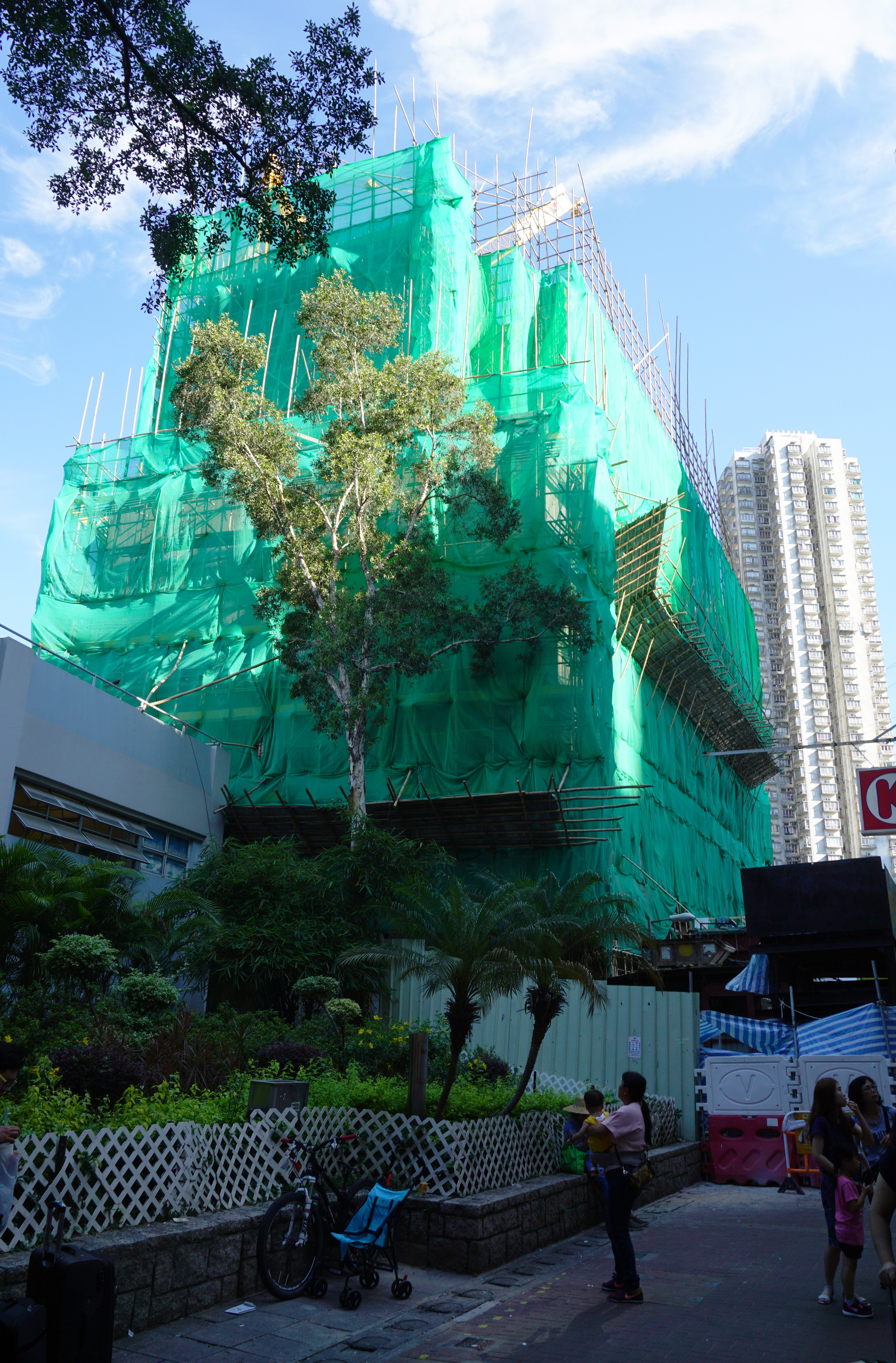
興建中（2018年5月）
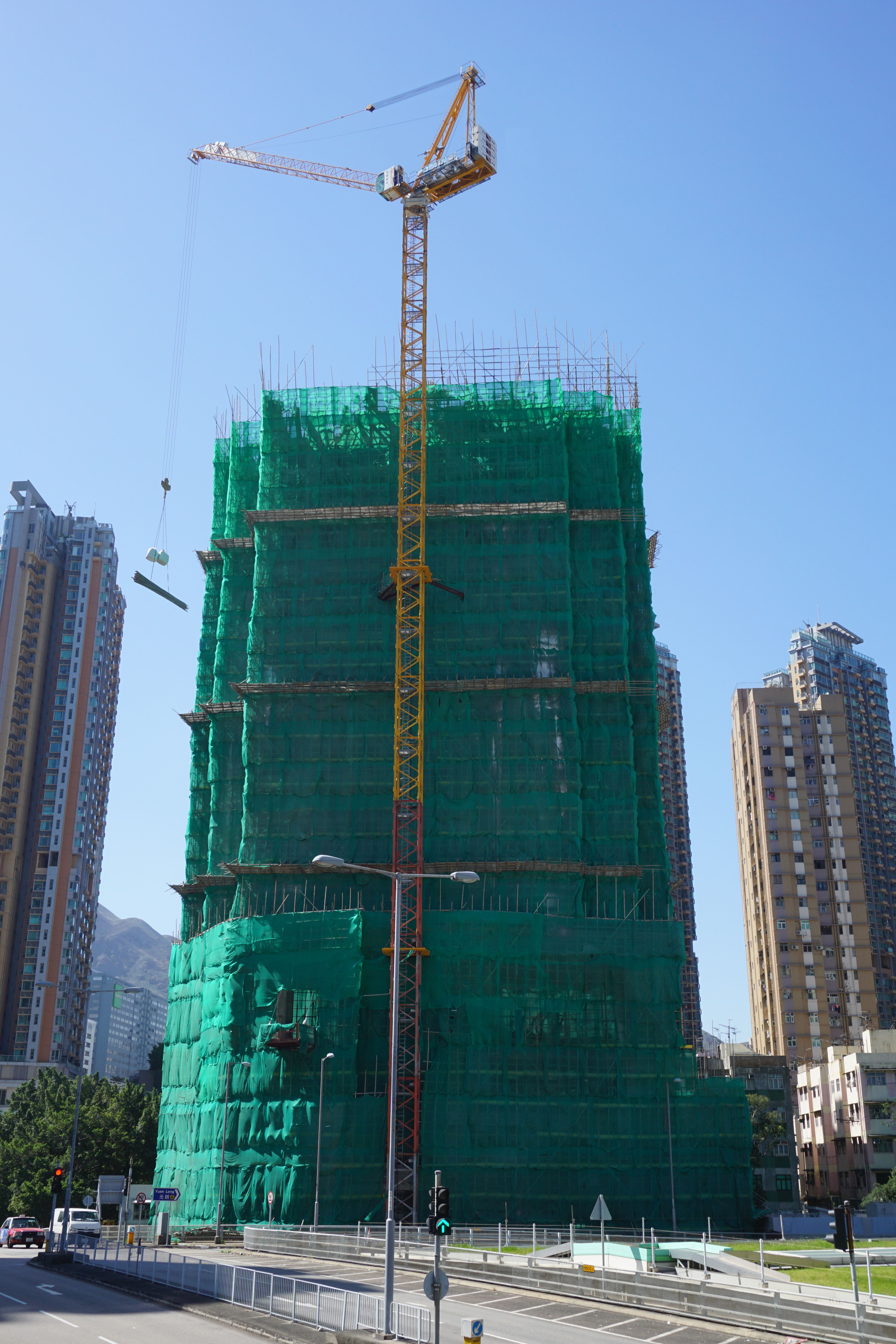
興建中（2018年10月）
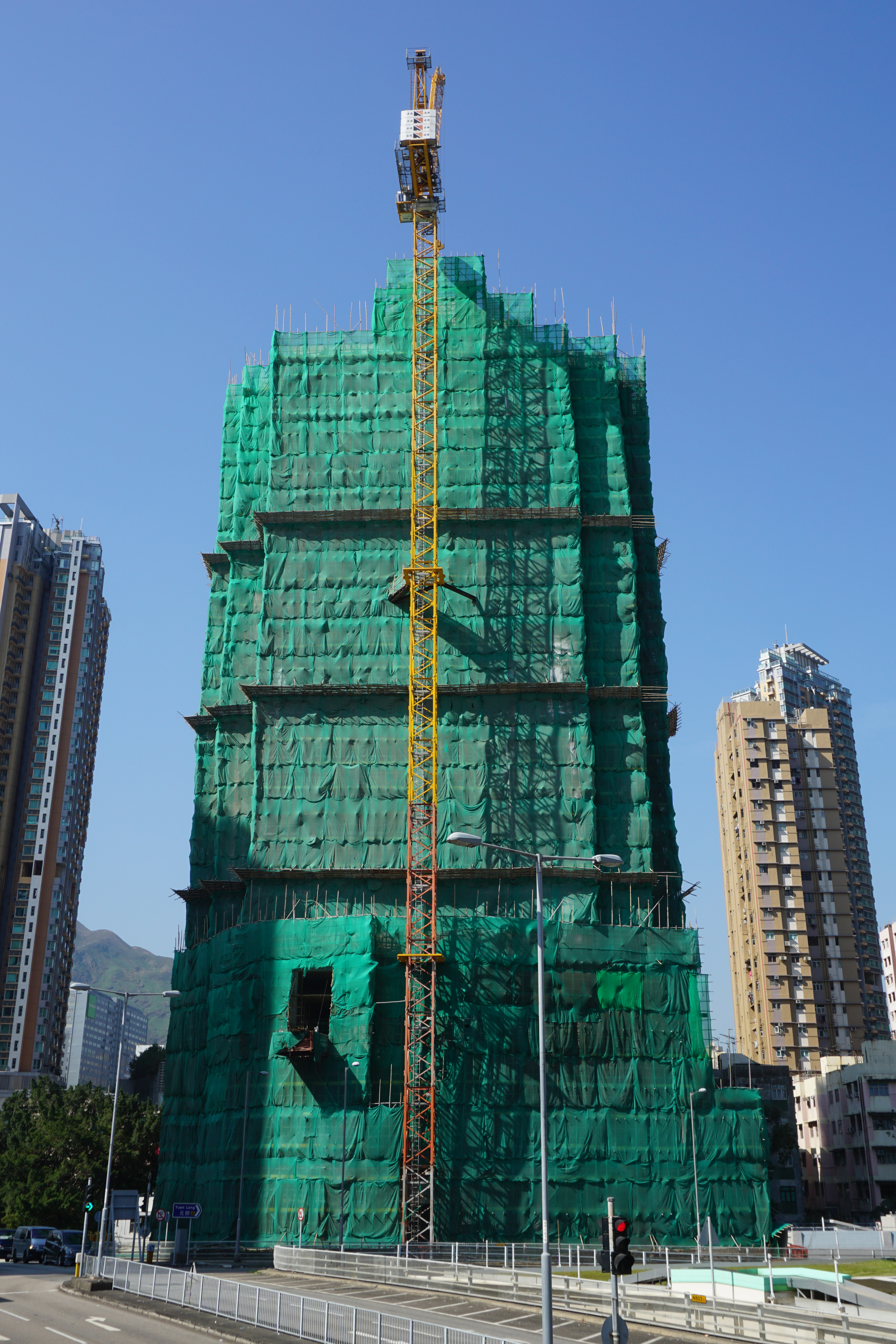
已平頂（2018年12月）
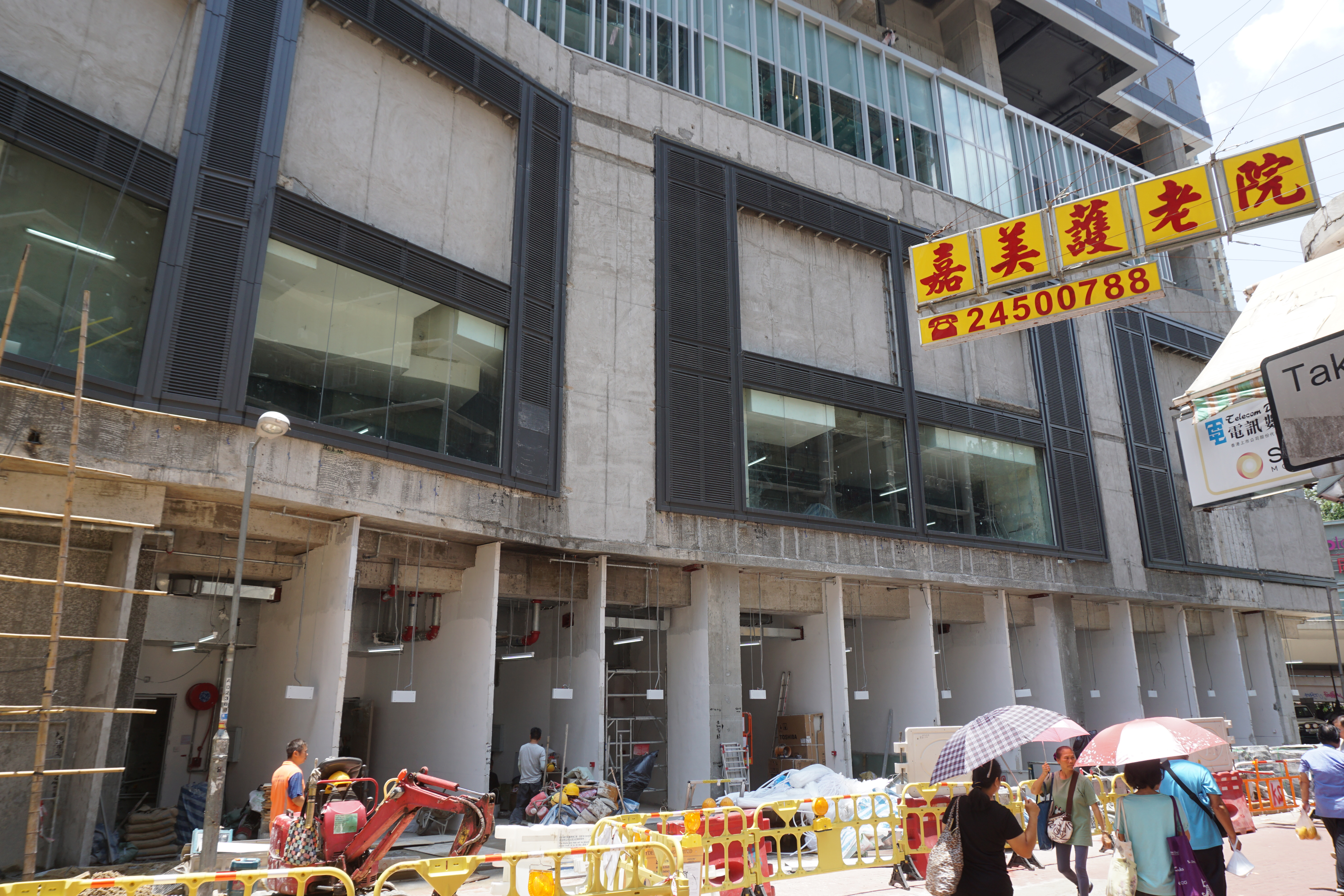
裝修前的舖位

## 意外
- 2016年3月，屯門新墟啟發徑地盤對出先後有地陷情況，最嚴重面積達10米乘10米，湧出夾雜黃泥的水，事件懐疑與地盤打樁有關[12]。

## 交樓質素與保安員態度
部份業主收樓後發現多項問題，包括牆身批盪執修7次仍未完善處理、大部份住戶要排隊輪候更換崩花之玻璃窗、不少大門門扇與門框不貼合、大多數廁所浴屏門及窗戶漏水。業主不滿師傅執修進度，收樓4個月仍未能入伙。
2020年，蘋果日報記者聯同驗樓師及業主去視察單位質素，卻遇上保安人員不斷阻撓，當記者完成拍攝多個單位的交樓情況後，準備於3樓攝下電梯大堂天花滲水情況時，遭女保安員阻止，另一名約50歲男保安更阻止一行人離開，甚至直斥業主「擅闖私人地方」，在業主指出是否禁錮的情況下才獲放行，記者離開後男保安仍與業主爭論，最終業主要報警求助才能暫時完結爭拗，而男保安揚言要出律師信控告業主，指業主只買了單位，整棟大樓屬於發展商所有。數日後管理公司派員視察，對記者離開期間遭遇保安阻撓及言語上不禮貌對待，並要求刪去相片一事深表遺憾及致歉，涉事男職員已經調離該樓盤，公司對事件極為關注，已展開調查及嚴肅處理，並會加強對前線員工之培訓，避免類似事件再次發生。

## 外部連結
- 城·點 官方網頁